# Amásia

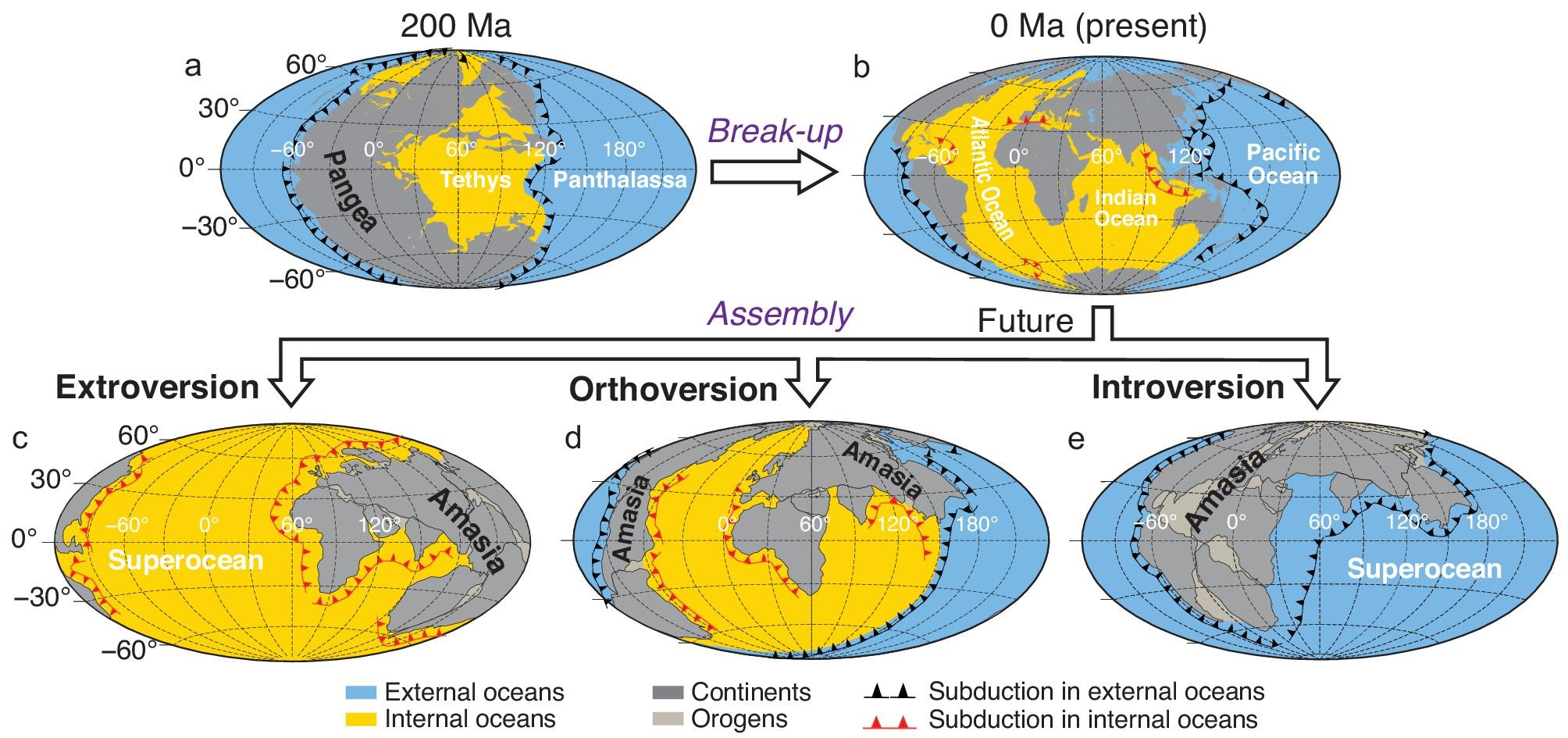
Representação do supercontinente Amásia quando se formar daqui a 200 milhões de anos.

Amásia é um possível futuro supercontinente que poderá ser formado pela fusão da Ásia e da América do Norte. A previsão se baseia principalmente no fato de que a Placa do Pacífico já está se subducindo sob a Eurásia e a América do Norte, um processo que, se continuado, acabará por causar o fechamento do Pacífico. Enquanto isso, por causa da dorsal meso-oceânica do Atlântico, a América do Norte seria empurrada para o oeste. Assim, o Atlântico em algum momento no futuro seria maior que o Pacífico. Na Sibéria, a fronteira entre a Eurásia e as placas norte-americanas estão estacionárias há milhões de anos. A combinação desses fatores faria com que a América do Norte fosse combinada com a Ásia, formando assim um supercontinente. Um estudo de fevereiro de 2012 prevê que Amásia se formará sobre o Polo Norte, em cerca de cinquenta milhões a duzentos milhões de anos.

## Cenários alternativos
O paleogeólogo Ronald Blakey descreveu os próximos quinze a cem milhões de anos de desenvolvimento tectônico como razoavelmente estabelecidos e previsíveis mas nenhum supercontinente se formará nesse período de tempo. Além disso, ele adverte que o registro geológico está cheio de mudanças inesperadas na atividade tectônica que tornam as projeções "muito, muito especulativas". Além da Amásia, dois outros supercontinentes hipotéticos — a "Pangeia Próxima" de Christopher Scotese e "Novopangaea" de Roy Livermore — foram ilustrados em um artigo da New Scientist de outubro de 2007. Outro supercontinente, Aurica, tem sido proposto em tempos mais recentes.